# 20. srpen
20. srpen je 232. den roku podle gregoriánského kalendáře (233. v přestupném roce). Do konce roku zbývá 133 dní.

## Události

### Česko
- 1400 – Václav IV. byl sesazen z trůnu římského krále.
- 1609 – Rudolf II. podepsal Majestát o náboženské svobodě pro Slezsko.
- 1619 – Sedmihradský kníže Gabriel Betlen uzavřel alianci s českými stavy.
- 1775 – pomocný biskup olomoucký Jan Václav Xaver Frey von Freyenfels vysvětil kostel Nanebevzetí Panny Marie ve Slatinicích u Olomouce.
- 1845 – První slavnostní vlak projel na trase Vídeň – Olomouc – Praha.
- 1891 – Petřínská rozhledna v Praze otevřena pro veřejnost.
- 1968 – Armády Varšavské smlouvy zahájily invazi do Československa.
- 1969 – při protestech k prvnímu výročí sovětské okupace v Praze zemřeli 3 demonstranti a 2 lidoví milicionáři zasažení vlastní střelbou
- 2012 – Padl absolutní teplotní rekord v historii měření v Česku, když meteorologové v Dobřichovicích na Praze-západ naměřili teplotu 40,4 stupně Celsia.[1]
- 2013 – Proběhlo historicky druhé a první úspěšné hlasování o žádosti o rozpuštění Poslanecké sněmovny Parlamentu České republiky. Pro usnesení o žádosti prezidentu České republiky o rozpuštění Poslanecké sněmovny hlasovalo 140 poslanců, proti bylo 7.

### Svět
- 0636 – Arabové vedení Chálidem ibn al-Valídem zvítězili nad Byzantinci v bitvě u Jarmúku. V důsledku toho padla do rukou muslimů Sýrie a Palestina.
- 0917 – Byzantsko-bulharské války: vojsko bulharského cara Symeona porazilo Byzantince v bitvě u Acheloje.
- 1467 – Odehrává se druhá bitva u Olmeda jako součást nástupnického konfliktu mezi Jindřichem IV. Kastilským a jeho nevlastním bratrem Alfonsem, knížetem z Asturie.
- 1648 – Třicetiletá válka: francouzská armáda porazila habsburské vojsko v bitvě u Lensu.
- 1940 – Ruský revolucionář Lev D. Trockij se stal obětí atentátu agenta NKVD Ramóna Mercadera. O den později Trocký následkům zranění podlehl.
- 1944 – Druhá světová válka: Rudá armáda zahájila útok na Rumunsko (tzv. Jasko-kišiněvská operace).
- 1949 – Přijata komunistická ústava Maďarské lidové republiky.
- 1975 – Odstartovala vesmírná sonda Viking 1.
- 1977 – Odstartovala vesmírná sonda Voyager 2.
- 1988 – Irácko-íránská válka: vstoupilo v platnost příměří, jež ukončilo tento osm let trvající, krvavý konflikt.
- 1991 – Estonsko vyhlásilo nezávislost na Sovětském svazu.
- 2016 – V čínské provincii Chu-nan byl otevřen „nejdelší a nejvyšší skleněný most na světě“ o délce přibližně 430 m, složený z 99 obdélníků z třívrstvého skla ve výšce 300 m nad zemí.

## Narození

### Česko

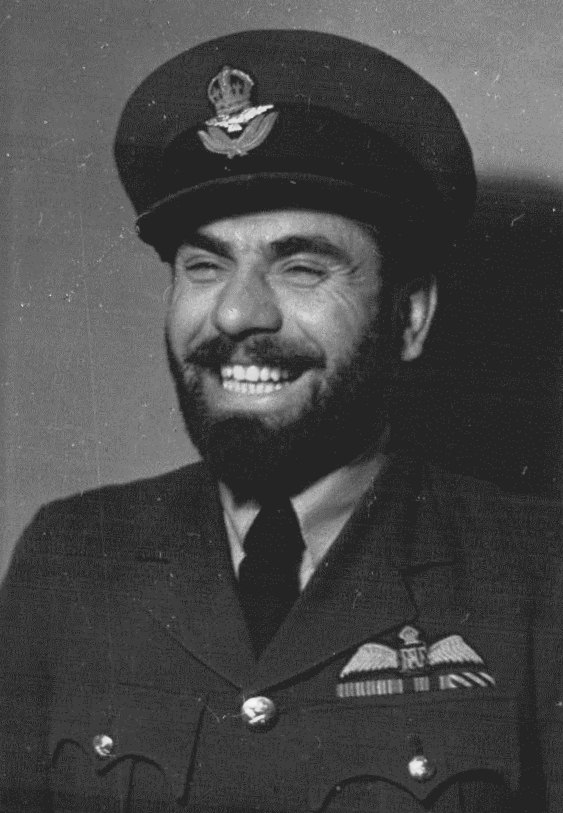
František Fajtl (* 1912)

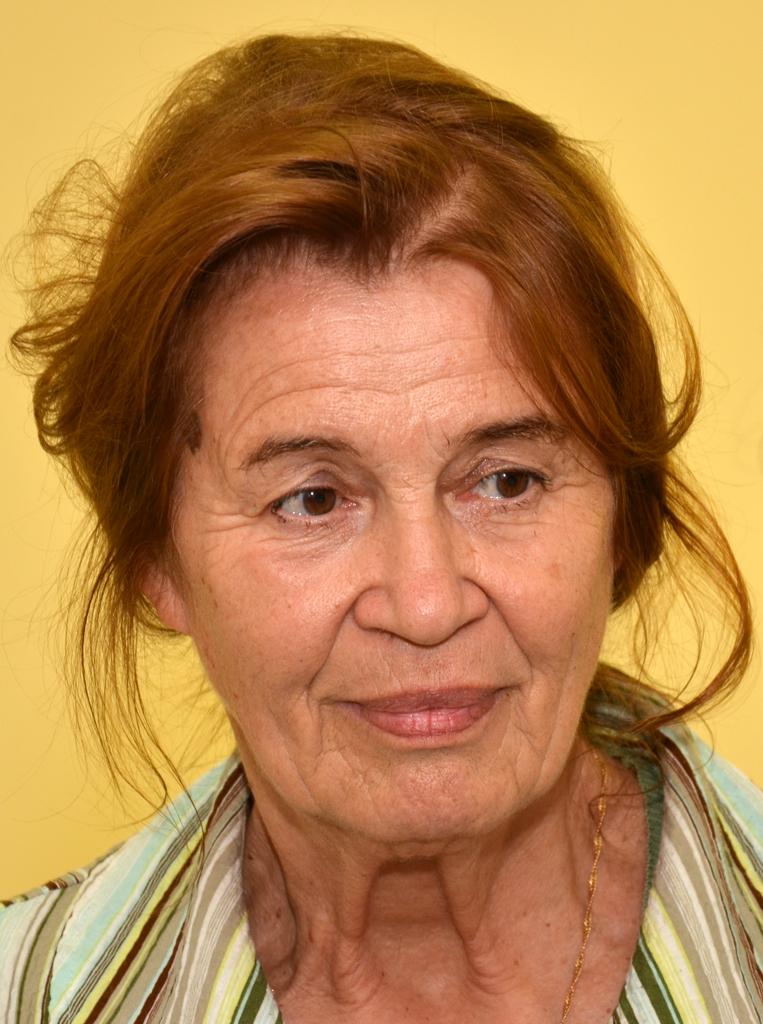
Sylvie Richterová (* 1945)

- 1796 – Václav Babinský, loupežník († 1. srpna 1879)
- 1810 – Jan Kaška, český herec († 21. července 1869)
- 1811 – František Nečásek, spisovatel († 8. září 1889)
- 1824 – Alois Bubák, malíř († 6. března 1870)
- 1825 – František Alois Šrom, právník a politik († 19. května 1899)
- 1843 – Ludvík Holain, duchovní a hudební skladatel († 17. srpna 1916)
- 1846
  - Václav Emanuel Mourek, český germanista a anglista († 24. října 1911)
  - Karel Preis, český chemik, rektor ČVUT († 27. dubna 1916)
- 1878 – Jakub Deml, spisovatel († 10. února 1961)
- 1880 – Heinrich Müller, československý politik německé národnosti († 18. srpna 1943)
- 1884 – Alois Tylínek, kněz, politik, papežský komoří († 27. srpna 1965)
- 1890 – Bohuslav Stočes, báňský vědec a rektor Vysoké školy báňské († 8. června 1969)
- 1896 – Heinrich Koch, česko-německý fotograf († 1. březen 1934)
- 1904 – Karel Krejčí, literární historik († 26. června 1979)
- 1908 – Bohumila Sílová, česká spisovatelka knih pro děti († 3. listopadu 1957)
- 1911 – Bohumil Bednařík, voják a velitel výsadku Chalk († 28. února 1973)
- 1912 – František Fajtl, stíhací pilot († 4. října 2006)
- 1917 – Jiří Vašků, herec († 1. září 1982)
- 1918 – Přemysl Doberský, hlavní dietolog Ministerstva zdravotnictví († 26. prosince 1983)
- 1922 – Vladimír Kostka, hokejový trenér († 18. září 2009)
- 1933 – Milan Tichák, historik
- 1934 – Fredy Perlman, americký spisovatel českého původu († 26. července 1985)
- 1935 – Marie Kyselková, česká manekýnka a herečka († 21. ledna 2019)
- 1938 – Miroslav Raab, český polymerní fyzik a popularizátor vědy
- 1939 – Albert Prouza, jeden ze spoluzakladatelů Klubu angažovaných nestraníků († 25. září 1995)
- 1942 – Petr Kment, československý zápasník, bronz na OH 1968 († 22. srpna 2013)
- 1945 – Sylvie Richterová, spisovatelka
- 1946 – Vojtěch Cikrle, římskokatolický teolog a 13. biskup brněnský
- 1953 – Alena Vykulilová, česká fotografka
- 1955 – Jiří Hošek, klavírista, violoncellista a hudební pedagog
- 1972 – Vlasta Korec, herec a moderátor
- 1957 – Simona Binková, historička a překladatelka
- 1960 – Štěpán Hájek, evangelický farář a písničkář undergroundu
- 1975 – Alexander Lhotský, hokejista

### Svět

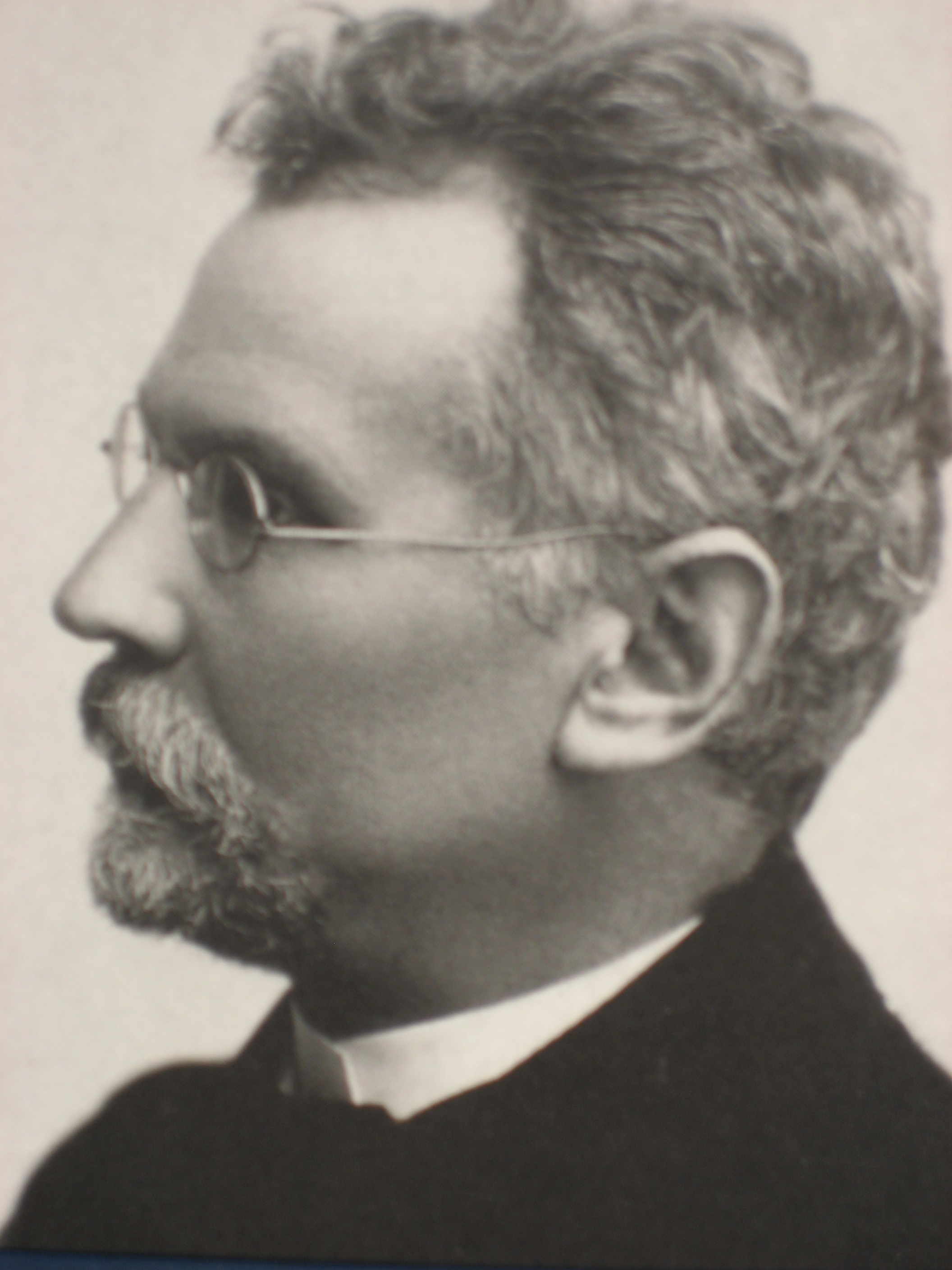
Bolesław Prus (* 1847)

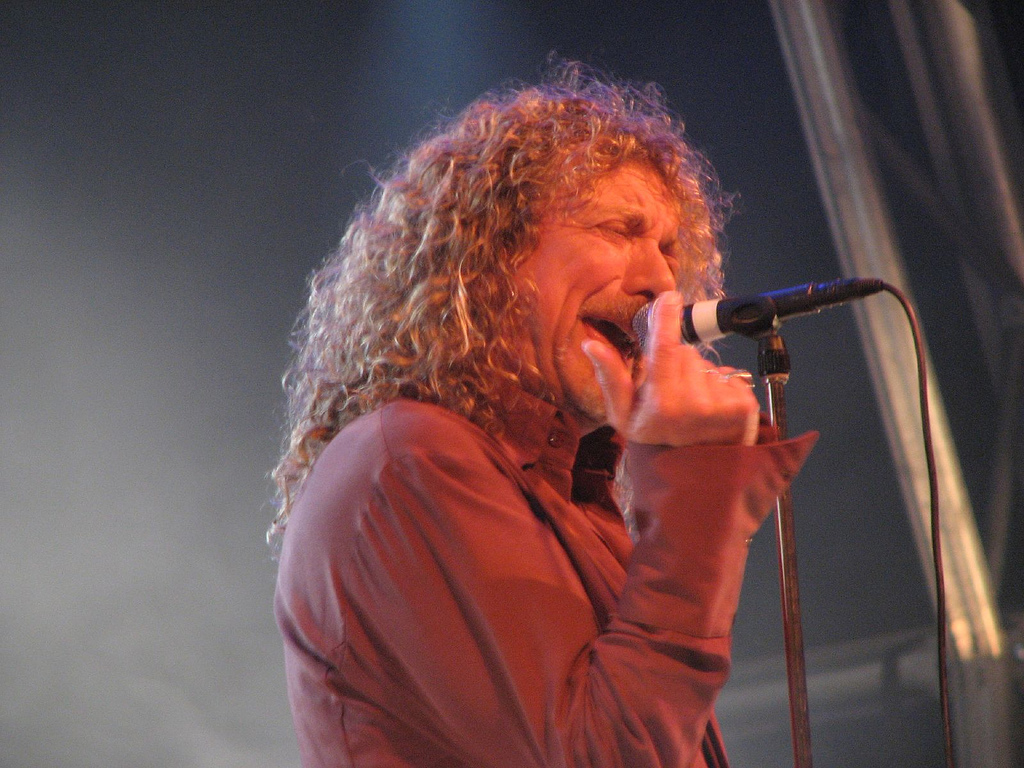
Robert Plant (* 1948)

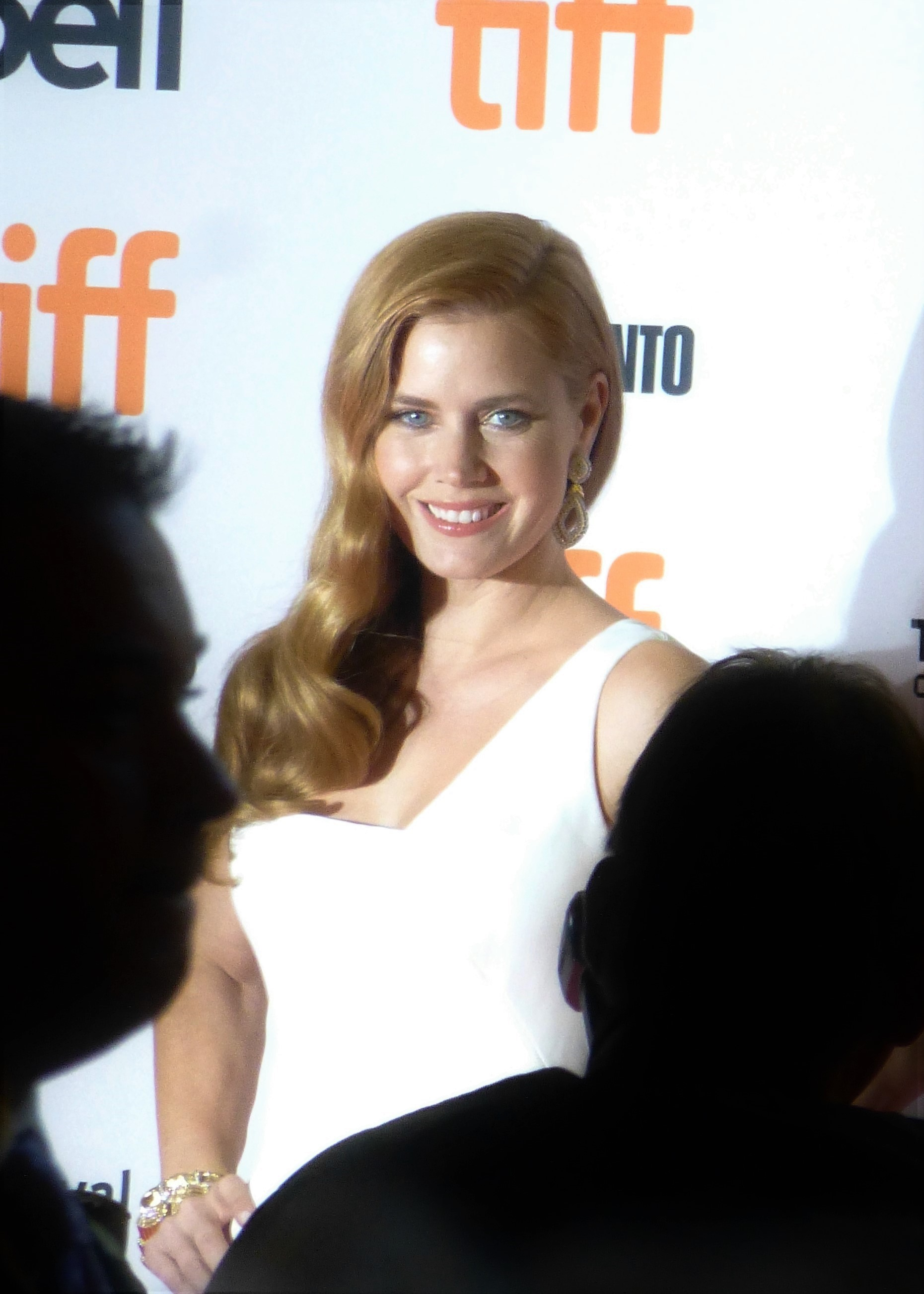
Amy Adamsová (* 1974)

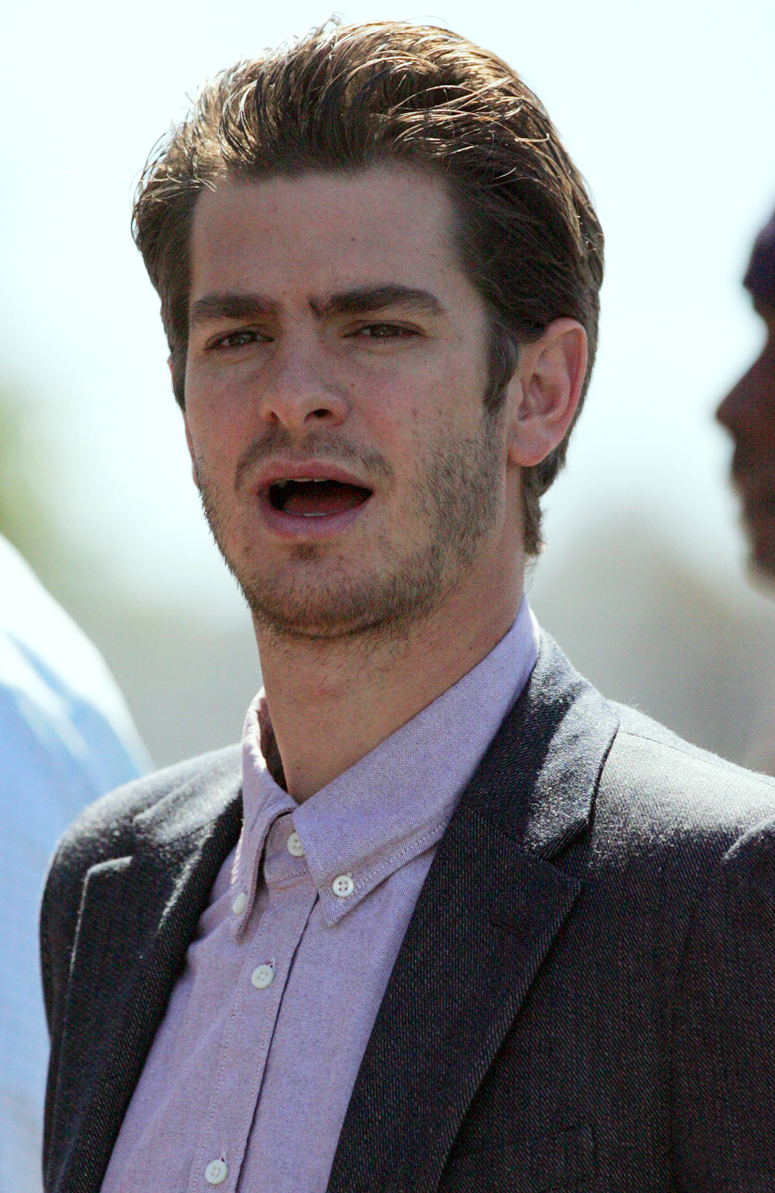
Andrew Garfield (* 1983)

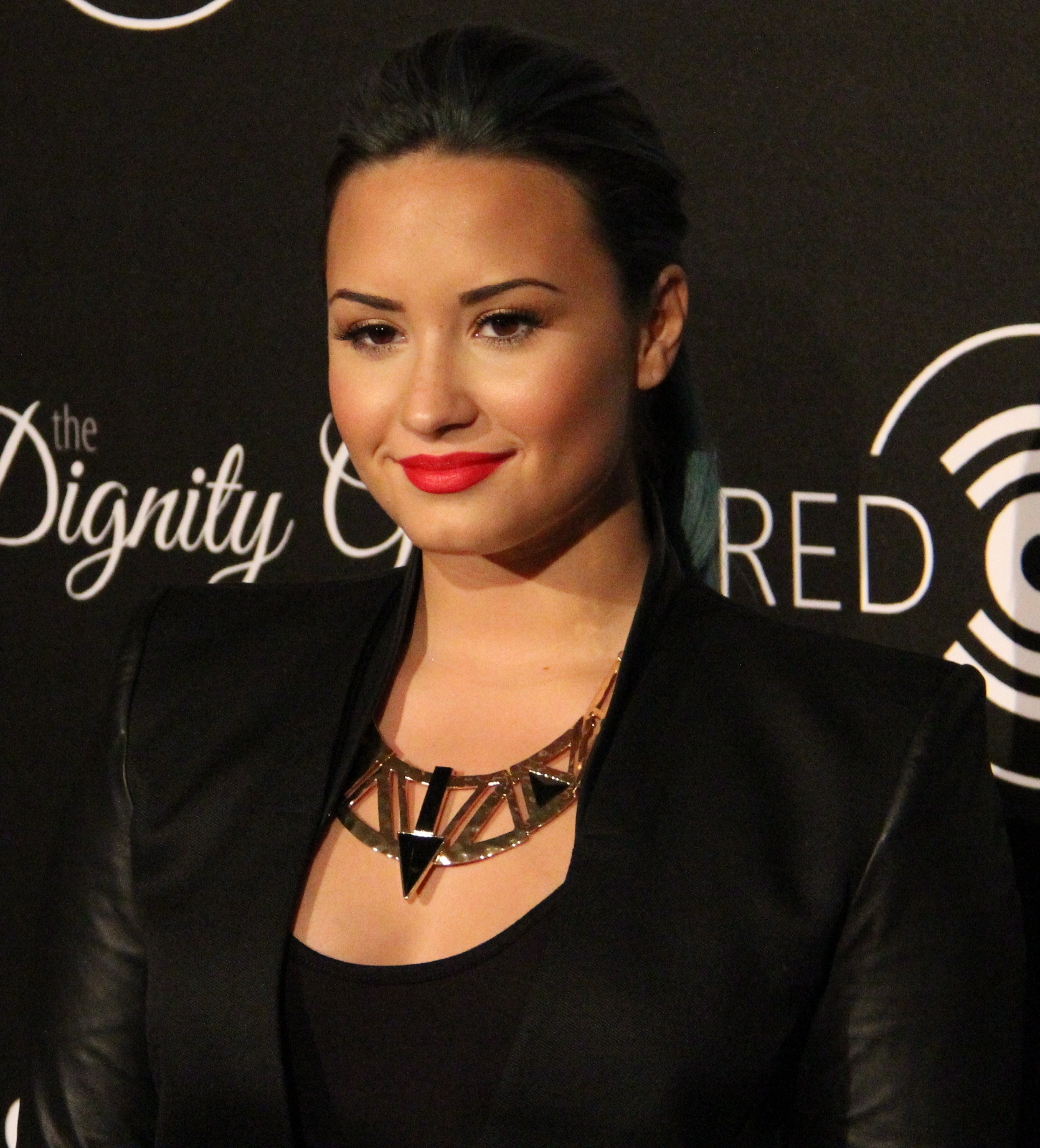
Demi Lovato (* 1992)

- 1332 – Štěpán z Anjou, vévoda slavonský, chorvatský, dalmátský a transylvánský († 9. srpna 1354)
- 1517 – Antoine Perrenot de Granvelle, kardinál a účastník nizozemské revoluce († 21. září 1586)
- 1561 – Jacopo Peri, italský zpěvák, varhaník a hudební skladatel († 12. srpna 1633)
- 1613 – Alžběta Žofie Meklenburská, německá šlechtična, básnířka a skladatelka († 12. července 1676)
- 1663 – Ján Pálfi, uherský šlechtic, palatin, zemský soudce a chorvatský bán († 24. března 1751)
- 1695 – Marie Luisa Alžběta Orleánská, nejstarší dcera Filipa II. Orleánského († 21. července 1719)
- 1706 – Johann Baptist von Thurn und Taxis, německý říšský hrabě († 3. června 1762)
- 1752 – Frederika Hesensko-Darmstadtská, německá šlechtična († 22. května 1782)
- 1755 – Toussaint-Bernard Émeric-David, francouzský historik umění († 2. dubna 1839)
- 1778 – Bernardo O'Higgins, chilský bojovník za nezávislost († 24. října 1842)
- 1779 – Jöns Jacob Berzelius, významný švédský chemik († 7. srpna 1848)
- 1827
  - Josef Strauss, rakouský hudební skladatel († 22. července 1870)
  - Charles de Coster, belgický, francouzsky píšící spisovatel († 7. květen 1879)
- 1831 – Eduard Suess, rakouský geolog a paleontolog († 26. dubna 1914)
- 1833 – Benjamin Harrison, 23. prezident Spojených států († 13. března 1901)
- 1846 – Evžen Württemberský, člen württemberského panovnického domu († 20. ledna 1877)
- 1847 – Bolesław Prus, polský spisovatel († 19. května 1912)
- 1856 – Jakub Bart-Ćišinski, lužickosrbský básník, dramatik a prozaik († 16. října 1909)
- 1860 – Raymond Poincaré, francouzský politik († 1934)
- 1872 – Sam Hood, australský portrétní fotograf († 8. června 1953)
- 1873
  - Eliel Saarinen, finský architekt († 1. července 1950)
  - Eugen Schmalenbach, německý ekonom († 20. února 1955)
- 1874 – Josef Klausner, židovský historik a politik († 27. října 1958)
- 1875 – Ša'ul Černichovski, židovský básník, esejista, překladatel a lékař († 14. října 1943)
- 1877 – Jovan Skerlić, srbský spisovatel († 15. května 1914)
- 1879 – Robert William Seton-Watson, britský historik († 25. června 1951)
- 1884
  - Rudolf Bultmann, německý luterský teolog a biblista († 30. července 1976)
  - Omelian Kovch, ukrajinský řecko-katolický kněz, mučedník a blahoslavený katolické církve († 25. března 1944)
- 1886
  - István Abonyi, maďarský šachový mistr († 5. června 1942)
  - Paul Tillich, americký protestantský teolog († 22. října 1965)
- 1887
  - Otto Gleichmann, německý malíř († 2. listopadu 1963)
  - Phan Khôi, vietnamský novinář, disident a spisovatel († 16. ledna 1959)
- 1890 – Howard Phillips Lovecraft, americký básník a spisovatel († 15. března 1937)
- 1891 – Šizó Kanaguri, japonský maratonský běžec († 13. listopadu 1983)
- 1898 – Julius Schaub, pobočník Adolfa Hitlera, zakladatel SS († 27. prosince 1967)
- 1899 – Salomon Bochner, americký matematik († 2. května 1982)
- 1901 – Salvatore Quasimodo, italský spisovatel, nositel Nobelovy ceny za literaturu za rok 1959 († 14. června 1968)
- 1905 – Jack Teagarden, americký jazzový pozounista a zpěvák († 15. ledna 1964)
- 1906 – Hans Aumeier, německý nacista († 28. ledna 1948)
- 1909
  - Martin A. Hansen, dánský prozaik († 27. června 1955)
  - Olga Rubcovová, sovětská mistryně světa v šachu († 13. prosince 1994)
- 1910 – Eero Saarinen, finsko-americký architekt († 1. září 1961)
- 1913 – Roger W. Sperry, americký zoolog, zoolog, neurobiolog a neurofyziolog, Nobelova cena 1981 († 18. dubna 1994)
- 1914 – Colin MacInnes, anglický spisovatel a novinář († 22. dubna 1976)
- 1918 – Hanna Segalová, britská psychoanalytička († 5. července 2011)
- 1920 – Vincentas Sladkevičius, litevský kardinál, kaunaský arcibiskup († 28. května 2000)
- 1923 – Jim Reeves, americký zpěvák († 31. července 1964)
- 1930
  - Nicole Marthe Le Douarin, francouzská vývojová bioložka
  - Jan Olszewski, premiér Polska († 7. února 2019)
- 1931 – Frank Capp, americký jazzový bubeník
- 1932 – Vasilij Aksjonov, ruský spisovatel a disident († 2009)
- 1935 – Ron Paul, americký politik
- 1936 – Hideki Širakawa, tokijský chemik, nositel Nobelovy ceny za chemii
- 1937
  - Paul Hampton, americký herec, textař a hudební skladatel
  - Andrej Končalovskij, ruský scenárista a režisér
- 1938 – Jean-Loup Chrétien, první francouzský kosmonaut
- 1939
  - Eddie Paskey, americký herec
  - Enrico Rava, italský jazzový trumpetista
  - Valerij Ševčuk, ukrajinský prozaik
- 1940 – Rajendra Pachauri, indický inženýr, šéf Mezivládního panelu pro změny klimatu († 12. února 2020)
- 1941
  - Slobodan Milošević, srbský prezident († 11. března 2006)
  - Dave Brock, britský hudebník
  - Milford Graves, americký bubeník
  - Július Satinský, slovenský herec († 29. prosince 2002)
- 1942
  - Bernd Kannenberg, německý olympijský vítěz v chůzi na 50 km z roku 1972 († 13. ledna 2021)
  - Isaac Hayes, americký zpěvák, hráč na klávesové nástroje, skladatel a herec († 10. srpna 2008)
- 1943 – Sylvester McCoy, britský herec
- 1944
  - Dušan Kabát, slovenský fotbalista
  - Rádžív Gándhí, 7. indický premiér († 21. května 1991)
- 1945 – Jürgen Heinrich, německý herec a režisér
- 1946
  - Ian Clarke, anglický bubeník
  - Laurent Fabius, ministr zahraničních věcí Francie
  - Ralf Hütter, německý zpěvák
- 1948
  - Robert Anthony Plant, anglický rockový zpěvák
  - John Noble, australský herec
- 1949 – Phil Lynott, irský zpěvák, člen rockové skupiny Thin Lizzy († 4. ledna 1986)
- 1951
  - Greg Bear, americký spisovatel († 19. listopadu 2022)
  - Muhammad Mursí, prezident Egypta († 17. června 2019)
- 1952
  - John Hiatt, americký písničkář
  - Hana Gregorová, česká herečka a moderátorka slovenského původu
  - Doug Fieger, americký hudebník a zpěvák-skladatel († 14. února 2010)
- 1953 – Valentin Rajčev, bulharský zápasník, volnostylař, olympijský vítěz
- 1954 – Pavol Hamžík, slovenský diplomat a politik
- 1957 – Simon Donaldson, britský matematik
- 1958 – David O. Russell, americký režisér a scenárista
- 1961 – Greg Egan, australský programátor a autor hard sci-fi
- 1970 – Fred Durst, americký zpěvák (Limp Bizkit)
- 1974 – Amy Adamsová, americká herečka
- 1977 – Felipe Contepomi, argentinský ragbista
- 1978 – Gábor Vona, maďarský nacionalistický politik
- 1979
  - Sarah Borwellová, britská tenistka
  - Jamie Cullum, anglický jazzový pianista a zpěvák
- 1982 – Mijaín López, kubánský zápasník
- 1983 – Andrew Garfield, anglo-americký herec
- 1992
  - Demi Lovato, americká zpěvačka, herečka a skladatelka
  - Pieter Stephanus du Toit, jihoafrický ragbista
- 2002 – Tommaso Menoncello, italský ragbista

## Úmrtí

### Česko

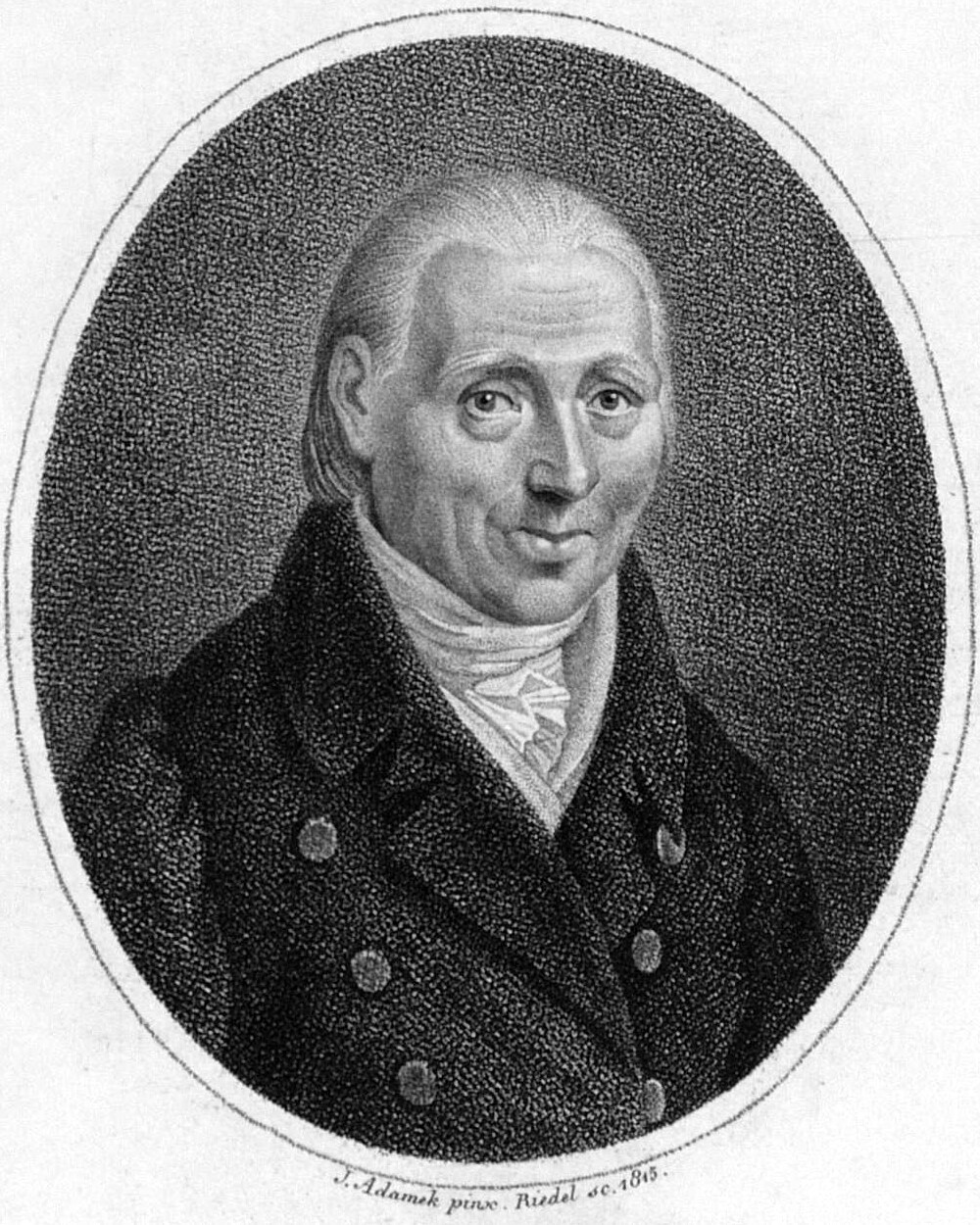
Jan Křtitel Vaňhal († 1813)

- 1410 – Blažej Vlk, filozof a duchovní (* okolo 1350)
- 1789 – Jan Michael Angstenberger, hudební skladatel (* 2. ledna 1717)
- 1813 – Jan Křtitel Vaňhal, hudební skladatel (* 12. května 1739)
- 1880 – Georg Huscher, český podnikatel a politik německé národnosti (* 20. září 1811)
- 1892 – Bedřich z Fürstenberka, arcibiskup olomoucký a kardinál (* 8. října 1813)
- 1909 – Quido Bělský, český architekt (* 5. ledna 1855)
- 1910 – Vladimír Šťastný, český kněz a básník (* 17. března 1841)
- 1920 – Hugo Alfons Dietrichstein, rakouský šlechtic, generál, diplomat a dvořan (* 19. prosince 1858)
- 1935
  - František Zapletal, biskup salonský a pomocný biskup pražský (* 18. července 1861)
  - Otakar Ostrčil, hudební skladatel a dirigent (* 25. února 1879)
- 1942 – Ludwig Czech, ministr sociální péče Československa (* 14. února 1870)
- 1945 – Karel Dvořáček, spisovatel (* 31. října 1911)
- 1956 – František Štverák, kněz pronásledovaný nacisty i komunisty (* 5. března 1909)
- 1959 – Alfred Kubin, rakouský grafik (* 10. dubna 1877)
- 1961 – Miroslav Josef Krňanský, filmový režisér, kameraman, scenárista i herec (* 22. listopadu 1898)
- 1972 – Drahomír Kolder, komunistický politik (* 29. prosince 1925)
- 1975 – Oldřich Králík, literární historik (* 9. června 1907)
- 1978 – Ivan Jirko, hudební skladatel a kritik (* 7. října 1926)
- 1980 – Alois Hořínek, lidovecký politik (* 1. června 1903)
- 1982 – Václav Voska, divadelní a filmový herec (* 21. října 1918)
- 1987 – Filip Jánský (Richard Husmann), spisovatel (* 4. září 1922)
- 1995 – Jiří Lír, herec (* 19. května 1923)
- 2003 – Luděk Brož, evangelický teolog, děkan Komenského evangelické bohoslovecké fakulty v Praze (* 2. května 1922)
- 2013 – František Chobot, politik (* 19. února 1939)
- 2015
  - Zuzana Brabcová, spisovatelka (* 23. března 1959)
  - Pavel Krbálek, sochař, šperkař a malíř (* 2. dubna 1928)

### Svět
- 0984 – Jan XIV., papež (* ?)

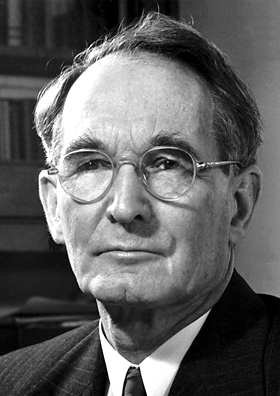
Percy Williams Bridgman († 1961)

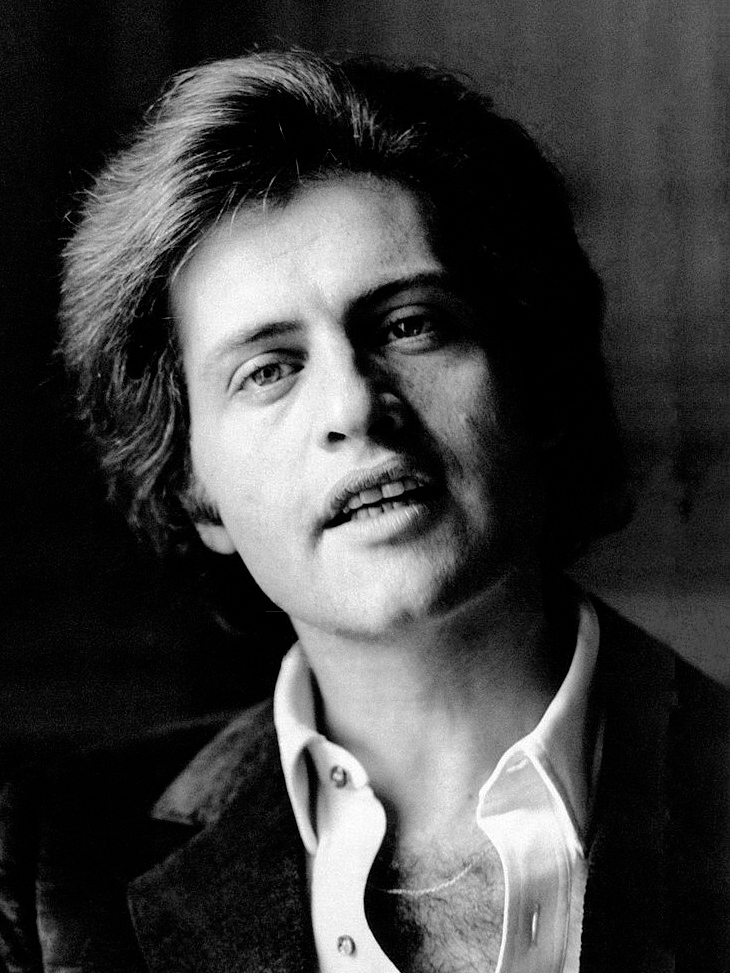
Joe Dassin († 1980)

- 1153 – Bernard z Clairvaux, francouzský teolog, filosof, myslitel, učitel církve a světec (* 1090)
- 1229 – Yaqut al-Hamawi ar-Rumi, geograf a spisovatel (* 1179)
- 1516 – Li Tung-jang, literární kritik, kaligraf, básník a politik čínské říše Ming (* 21. července 1447)
- 1572 – Miguel López de Legazpi, španělský mořeplavec, první generální guvernér na Filipínách (9 1502)
- 1580 – Jerónimo Osório, portugalský teolog, humanista a historik (* 1506)
- 1639 – Martin Opitz, německý básník (* 23. prosince 1597)
- 1672 – Johan de Witt, nizozemský politik (* 24. září 1625)
- 1782 – Alfréd Britský, anglický princ a syn krále Jiřího III. (* 22. září 1780)
- 1823 – Pius VII., papež (* 14. dubna 1742)
- 1843 – Hryhorij Kvitka-Osnovjanenko, ukrajinský prozaik, dramatik, kritik (* 29. listopadu 1778)
- 1854 – Friedrich Schelling, německý filozof (* 27. leden 1775)
- 1908 – Gustáv Kazimír Zechenter-Laskomerský, slovenský spisovatel (* 4. března 1824)
- 1909 – Ludwig Gumplowicz, polský právník a sociolog (* 9. března 1838)
- 1912 – William Booth, zakladatel a první generál Armády spásy (* 10. dubna 1829)
- 1914 – Pius X., 257. papež (* 1835)
- 1915 – Paul Ehrlich, německý lékař, nositel Nobelovy ceny (* 14. březen 1854)
- 1917 – Adolf von Baeyer, německý chemik, nositel Nobelovy ceny (* 31. říjen 1835)
- 1927 – Ludwig Wrba, předlitavský politik (* 6. března 1844)
- 1930 – Herbert Hall Turner, anglický astronom (* 13. srpna 1861)
- 1944 – Leon Chwistek, polský malíř, filosof, matematik a teoretik umění (* 13. června 1884)
- 1945 – Alexander Roda Roda, rakouský spisovatel (* 13. dubna 1872)
- 1946 – Vojtech Tuka, slovenský politik (* 4. července 1880)
- 1948 – Emery Roth, americký architekt (* 1871)
- 1959 – William F. Halsey, velitel americké 3. floty za druhé světové války (* 30. října 1882)
- 1961 – Percy Williams Bridgman, americký fyzik, nositel Nobelovy ceny (* 21. duben 1882)
- 1974
  - Ilona Massey, maďarská zpěvačka a herečka (* 16. června 1910)
  - Klement Salvátor Habsbursko-Altenburský, rakouský arcivévoda (* 6. října 1904)
- 1980 – Joe Dassin, americko-francouzský zpěvák, kytarista a hudební skladatel (* 5. listopadu 1938)
- 1983 – Aleksandar Ranković, jugoslávský politik (* 28. listopadu 1909)
- 1985 – Donald Hebb, kanadský psycholog (* 22. července 1904)
- 1986
  - Thad Jones, americký trumpetista (* 28. března 1923)
  - Milton Acorn, kanadský básník a novinář (* 30. března 1923)
- 1995 – Hugo Pratt, italský kreslíř komiksů (* 15. června 1927)
- 2001 – Fred Hoyle, anglický matematik a astronom (* 1915)
- 2005 – Ladislav Vychodil, slovenský scénograf (* 28. února 1920)
- 2006 – Joe Rosenthal, americký fotograf (* 9. října 1911)
- 2008 – Chua Kuo-feng, vůdce komunistické Číny (* 16. února 1921)
- 2009 – Larry Knechtel, americký kytarista a hráč na klávesové nástroje (* 4. srpna 1940)
- 2012
  - Dom Mintoff, premiér Malty (* 6. srpna 1916)
  - Meles Zenawi, etiopský premiér (* 8. května 1955)
- 2013 – Marian McPartland, britská klavíristka (* 20. března 1918)
- 2017 – Colin Meads, novozélandský ragbista (* 3. června 1936)

## Svátky

### Česko
- Bernard, Bernarda, Beno
- Anabela
- Dino
- Filibert

### Svět
- Světový den komárů: Ronald Ross roku 1897 objevil přenos malárie na člověka komáry[2]
- Estonsko: obnovení nezávislosti
- Maďarsko: Den sv. Štěpána, zakladatele státu, den ústavy
- Senegal: Den nezávislosti
- Havaj: Den vstupu do USA